# Quand l'ombre se détache du sol
Quand l'ombre se détache du sol (titre original en italien : Staccando l'ombra da terra) est un roman italien de Daniele Del Giudice publié originellement en 1994 aux éditions Einaudi et paru en français le 3 avril 1996 aux éditions du Seuil.

## Thème
Sur les traces d'Antoine de Saint-Exupéry,, la passion du vol – et de la liberté qu'il procure à celui qui est seul à piloter – pousse le narrateur à mettre ses pas dans ceux de son prédécesseur disparu entre la Corse et le continent le 31 juillet 1944, abattu par un chasseur allemand.

## Accueil critique
Retenu dans la sélection finale du prix Campiello, le roman reçoit finalement le prix Bagutta en 1995.
Le livre reçoit également un accueil favorable lors de sa parution en France aussi bien dans la presse écrite, qu'à la télévision.

## Éditions
- (it) Staccando l'ombra da terra , éditions Einaudi, 1994  (ISBN 9788806135843).
- Éditions du Seuil, coll. « La Librairie du XXIe siècle », trad. Jean-Paul Manganaro, 1996  (ISBN 9782020250832), rééd. 1998[5].
- (it) Staccando l'ombra da terra, Einaudi Tascabili, 2000,  (ISBN 88-06-14108-2).
- (en) Take-off, trad. Joseph Farrell, éd. Harvill Press, Londres, 1996  (ISBN 9781860462030).
- (es) Despegando la sombra del suelo, trad. J.A. González Sainz, éd. Anagrama, Barcelone, 1996  (ISBN 9788433908285).
- (de) Das Abheben des Schattens vom Boden, trad. Karin Fleischanderl, éd. Hanser, Vienne/Munich, 1997  (ISBN 9783446191082).